# 60 metres tanques
Els 60 metres tanques són una prova d'atletisme que només es disputa en pista coberta, ja que a l'aire lliure es disputa la prova de 100 metres tanques (en el cas de les dones) i la prova dels 110 metres tanques (en el cas dels homes). Només en les proves de decathlon també es disputa a l'aire lliure. Els rècords del món actuals d'aquesta prova són 7"68 segons en les dones, fet per Susanna Kallur i 7"30 segons en els homes, fet per Colin Jackson.

## Rècords
- Sols resultats a cobert. Actualitzat a finals de 2019[3]

| Àrea                                 | Homes     | Homes            | Homes           | Dones     | Dones                          | Dones        |
| Àrea                                 | Temps (s) | Atleta           | País            | Temps (s) | Atleta                         | País         |
| ------------------------------------ | --------- | ---------------- | --------------- | --------- | ------------------------------ | ------------ |
| Àfrica                               | 7.52      | Shaun Bownes     | Sud-àfrica      | 7.82      | Glory Alozie                   | Nigèria      |
| Àsia                                 | 7.41      | Liu Xiang        | R.P. de la Xina | 7.82      | Olga Xixíguina                 | Kazakhstan   |
| Amèrica del Sud                      | 7.60      | Márcio de Souza  | Brasil          | 8.08      | Maíla Machado                  | Brasil       |
| Europa                               | 7.30 WR   | Colin Jackson    | Regne Unit      | 7.68 WR   | Susanna Kallur                 | Suècia       |
| Amèrica del Nord, Central i el Carib | 7.33      | Dayron Robles    | Cuba            | 7.70      | Sharika Nelvis Kendra Harrison | Estats Units |
| Oceania                              | 7.73      | Kyle Vander Kuyp | Austràlia       | 7.73      | Sally Pearson                  | Austràlia    |

### Millors marques mundials

#### Categoria masculina
* actualitzat a 25 abril 2020
| Ranking | Marca | Atleta            | País         | Data                 | Lloc         | Ref.  |
| ------- | ----- | ----------------- | ------------ | -------------------- | ------------ | ----- |
| 1       | 7.30  | Colin Jackson     | Regne Unit   | 6 de març de 1994    | Sindelfingen |       |
| 2       | 7.33  | Dayron Robles     | Cuba         | 8 de febrer de 2008  | Düsseldorf   |       |
| 3       | 7.35  | Grant Holloway    | Estats Units | 9 de març de 2019    | Birmingham   | [ 5 ] |
| 4       | 7.36  | Allen Johnson     | Estats Units | 3 de març de 2004    | Budapest     |       |
| 4       | 7.36  | Terrence Trammell | Estats Units | 14 de març de 2010   | Doha         |       |
| 4       | 7.36  | Greg Foster       | Estats Units | 16 de gener de 1987  | Los Angeles  |       |
| 7       | 7.37  | Roger Kingdom     | Estats Units | 8 de març de 1989    | El Pireu     |       |
| 7       | 7.37  | Anier García      | Cuba         | 9 de febrer de 2000  | El Pireu     |       |
| 7       | 7.37  | Tony Dees         | Estats Units | 18 de febrer de 2000 | Chemnitz     |       |
| 7       | 7.37  | David Oliver      | Estats Units | 5 de febrer de 2011  | Stuttgart    |       |

#### Categoria femenina
* actualitzat a 25 abril 2020
| Ranking | Marca  | Atleta               | País           | Data                 | Lloc        | Ref.   |
| ------- | ------ | -------------------- | -------------- | -------------------- | ----------- | ------ |
| 1       | 7.68   | Susanna Kallur       | Suècia         | 10 de febrer de 2008 | Karlsruhe   |        |
| 2       | 7.69   | Ludmila Narozhilenko | Unió Soviètica | 4 de febrer de 1990  | Chelyabinsk |        |
| 3       | 7.70 A | Sharika Nelvis       | Estats Units   | 18 de febrer de 2018 | Albuquerque | [ 8 ]  |
| 3       | 7.70   | Kendra Harrison      | Estats Units   | 3 de març de 2018    | Birmingham  | [ 9 ]  |
| 5       | 7.72   | Lolo Jones           | Estats Units   | 13 de març de 2010   | Doha        |        |
| 6       | 7.73   | Cornelia Oschkenat   | RDA            | 25 de febrer de 1989 | Viena       |        |
| 6       | 7.73   | Sally Pearson        | Austràlia      | 10 de març de 2012   | Istanbul    |        |
| 6       | 7.73 A | Christina Manning    | Estats Units   | 18 de febrer de 2018 | Albuquerque | [ 10 ] |
| 9       | 7.74   | Yordanka Donkova     | Bulgària       | 14 de febrer de 1987 | Sofia       |        |
| 9       | 7.74   | Michelle Freeman     | Jamaica        | 3 de febrer de 1998  | Madrid      |        |
| 9       | 7.74   | Gail Devers          | Estats Units   | 1 de març de 2003    | Boston      |        |